# Qabus ibn Wuixmaguir

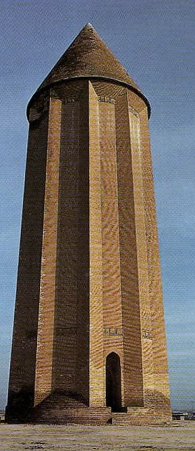
Mausoleu de Qabus ibn Wuixmaguir, construït en 1007

Xams-al-Maali Abu-l-Hàssan Qabus ibn Wuixmaguir ibn Ziyar ibn Wardan (àrab: شمس المعالي قابُوس بن وشمكير بن زيار بن وردان, Xams al-Maʿālī Qābūs b. Wuxmakīr b. Ziyār b. Wardān), més conegut senzillament com a Qabus ibn Wuixmaguir fou un sobirà de la dinastia ziyàrida de Tabaristan i Gurgan. Va pujar al tron el 977 succeint al seu germà Dhahir-ad-Dawla Bissutun amb l'oposició dels seus germans. Els samànides reclamaven els seus dominis. Es creu que fou el suport d'Àdud-ad-Dawla el que el va portar al tron, ja que el rostre del sultà buwàyhida apareix a les seves primeres monedes. Poc després del 977 va rebre del califa at-Tàï el títol o làqab de Xams-al-Maali.
Izz-ad-Dawla Bakhtiyar de l'Iraq es va enfrontar a Àdud-ad-Dawla (de Fars i Kirman 950 a 983 i de l'Iraq 977 a 983) i va buscar aliats entre els quals Fakhr-ad-Dawla emir governador buwàyhida de Rayy i Pèrsia del nord, i a l'emir ziyàrida de Tabaristan Bisutun. Encara que no havien tingut temps de participar en el conflicte, Àdud-ad-Dawla va decidir que havien de ser castigats. Bisutun va morir el mateix 977 i Àdud-ad-Dawla va donar suport com a successor a Qabus ibn Wushmgir, contra altres germans.
El germà d'Àdud-ad-Dawla, Fakhr-ad-Dawla, li va enviar una carta suau, que va obtenir una violenta resposta; el 980 Àdud-ad-Dawla va marxar en persona contra el Djibal i Rayy; Fakhr, abandonat per tothom, va haver de fugir a Qazwin on va formar una lliga amb el seu sogre el ziyàrida Qabus ibn Wuixmaguir, a la que s'esperava que entraria el samànida Nuh II ibn Mansur; Fakhr-ad-Dawla se'n va anar a Nixapur per les negociacions adients amb Nuh II. Muàyyid-ad-Dawla d'Esfahan (976-984) va donar suport a Àdud-ad-Dawla. L'agost/setembre del 980 Àdud-ad-Dawla va ocupar Hamadan, que fins aleshores pertanyia al seu germà Fakhr-ad-Din i les regions al sud i est de la ciutat; el seu germà Muàyyid-ad-Dawla pel seu costat, va ocupar Rayy.
Poc després, a finals del 980 (octubre/novembre), Ismaïl ibn Abbad, ministre de, Muàyyid-ad-Dawla, procedent de Rayy, va anar a Hamadan per negociar la transferència de la ciutat de Rayy (abans un dels feus de Fakhr al-Din i ara ocupada per Muàyyid) a favor del seu senyor Muàyyid-ad-Dawla. Àdud-ad-Dawla li va concedir Rayy, però no fou l'única recompensa que Muàyyid va rebre per haver restat lleial a Àdud-ad-Dawla en els darrers conflictes (tant amb el qual el va enfrontar amb Izz-ad-Dawla Bakhtiyar, com el posterior amb el seu germà Fakhr-ad-Dawla), sinó que també li va cedir el govern de Hamadan i Nihawand, i se li van donar tanmateix les tropes que abans estaven al servei de Fakhr-ad-Dawla (que encara foren incrementades després, per combatre els samànides, aliats als ziyàrides i a Fakhr-ad-Dawla).
El ziyàrida Qabus dominava des del 977 el Tabaristan en contra dels seus germans mercès a l'ajut d'Àdud-ad-Dawla el qual esperava quan el va col·locar al tron, que en compensació li donaria suport per exemple en la lluita contra els samànides (i certament no esperava pas el suport al seu germà Fakhr-ad-Dawla, si bé això sembla que fou més per relacions de parentiu que per lleialtats personals); Qabus fou atacat per Muàyyid-ad-Dawla (980) i va perdre bona part del Tabaristan, però tot i així va mantenir la lleialtat a l'aliança amb el seu gendre, i va refusar la proposta d'aliar-se a Muàyyid-ad-Dawla contra els samànides (juliol/agost del 981); Àdud-ad-Dawla va obtenir llavors del califa el nomenament oficial del seu germà Muàyyid-ad-Dawla com a governador del Tabaristan i Gurgan (Djurdjan), amb el dret de conquistar els territoris. Muàyyid va aconseguir dominar militarment les dues províncies després d'una victòria decisiva a Astarabad (982), i va exercir el poder reforçat amb el nomenament del califa; Qabus, aliat amb Fakhr al-Din no el va poder expulsar tot i el suport que van rebre del samànida Nuh II, i es va haver de refugiar a Nixapur amb el general samànida Hussam-ad-Dawla Tash.
Així Muàyyid-ad-Dawla, amb el suport del seu germà Àdud-ad-Dawla (mort el març del 983), va conservar Tabaristan, Gurgan, Rayy, Hamadan i Esfahan fins a la seva mort el 984, any en què Fakhr-ad-Dawla, amb el suport samànida, va retornar de Nixapur, es va apoderar de Tabaristan, Gurgan, Rayy, Hamadan i Esfahan, i les va governar fins a la seva mort el 997. Fakhr-ad-Dawla no va agrair al seu sogre el suport que li havia donat i fins a la seva mort el 997 Qabus va haver de romandre a l'exili amb els samànides i no va poder retornar als seus territoris ancestrals de Tabaristan i Gurgan; el 997 fou cridat a aquests territoris pels notables locals.
El 998 Qabus ja tornava a estar al tron al Tabaristan i Gurgan; el seu segon regnat està poc documentat; no va emetre monedes (o almenys no se'n conserva cap) i va tenir capital a Astarabad des d'on va governar tirànicament (almenys en l'aspecte religiós) fins que va provocar una revolta militar i fou obligat a abdicar en el seu fill Manučihr ibn Qabus; però això encara no va ser suficient per als rebels que el van matar de fred en exposar-lo nu als freds de l'hivern. El seu mausoleu es troba a l'exterior de la moderna Gurgan. Després de la seva mort l'emirat ziyàrida va caure aviat sota influència gaznèvida.
Fou un poeta notable, escriptor, cal·lígraf i astròleg. Va protegir els artistes i és famós per les seves relacions a Avicenna que fugia de Coràsmia i es va refugiar a la seva cort (des d'on va anar més tard a Rayy) i amb al-Biruní, que va estar a Gurgan el 998.